# 19-toonsverdeling
De 19-toonsverdeling is een muziektheoretische ordening van toonmateriaal waarin binnen het octaaf 19 tonen worden onderscheiden met onderling min of meer gelijke afstanden. Behalve deze verdeling van het octaaf in 19 tonen, bestaat er ook een 19-toonsduodecimeverdeling, een verdeling van de duodecime (octaaf plus kwint) in 19 tonen.

## 19-toonsverdeling van het octaaf
De gelijkzwevende 19-toonsverdeling verdeelt het octaaf in 19 gelijke intervallen, dit in tegenstelling tot de klassieke verdeling in 12 min of meer gelijke halve toonafstanden. Deze verdeling van het octaaf kwam op natuurlijke wijze voort uit de renaissancemuziek waarin er nog vaker onderscheid werd gemaakt tussen tonen die enharmonisch gelijk zijn in de gelijkzwevende stemming, zoals de cis en de des. In de gelijkzwevende 19-toonsverdeling is het verschil tussen zulke tonen juist iets groter.
De keuze voor 19 komt ook overeen met de muziektheoretische grote diesis, in de zin van de verhouding tussen vier gestapelde Kleine tertsen en het octaaf. Deze verhouding is 648 : 625, wat overeenkomt met 62,565 cents en bijna gelijk is aan een 19e deel van een octaaf: 1200/19 = 63,16 cents.
Dit 19-toonsysteem kan worden weergegeven met traditionele benamingen van de tonen, waarbij gealtereerde tonen als afzonderlijke tonen dienen te worden beschouwd. Met deze interpretatie worden de 19 tonen in de schaal als volgt gerepresenteerd (met bij elke toonhoogte de frequentieverhouding ten opzichte van de grondtoon in cents):
| toon               | C | C♯  | D♭  | D   | D♯  | E♭  | E   | F♭ E♯   | F   | F♯  | G♭  | G   | G♯  | A♭  | A   | A♯   | B♭   | B    | C♭ B♯     | C    |
| 19-toonsverdeling  | 0 | 63  | 126 | 189 | 253 | 316 | 379 | 442     | 505 | 568 | 632 | 695 | 758 | 821 | 884 | 947  | 1011 | 1074 | 1137      | 1200 |
| 12-toons verdeling | 0 | 100 | 100 | 200 | 300 | 300 | 400 | 400 500 | 500 | 600 | 600 | 700 | 800 | 800 | 900 | 1000 | 1000 | 1100 | 1100 1200 | 1200 |
| reine stemming     | 0 | 71  | 112 | 204 | 275 | 316 | 386 | 427 457 | 498 | 590 | 631 | 702 | 773 | 814 | 884 | 977  | 1018 | 1088 | 1129 1159 | 1200 |

Het feit dat de notatie in de traditionele westerse muziek goed overeenkomt met deze 19-toonsoctaafverdeling (alle tonen in deze verdeling zijn met een traditionele naam of notatie aan te duiden), maakt muziek in deze stemming eenvoudiger uit te voeren dan vele andere stemmingen.

## 19-toonsduodecimeverdeling
De 19-toonsduodecimeverdeling verdeelt de duodecime (octaaf plus kwint) in 19 gelijke delen. Deze verdeling heeft als voordeel dat de kwinten zuiver (rein) blijven in een exacte verhouding van 3:2 tussen de onderste en bovenste toon van de kwint, maar dat de octaven zelf aan zuiverheid inboeten. Voordeel is ook dat de harmonische juistheid van de kleine tertsen in deze 19-toonsverdeling goed wordt benaderd.
Alternatieve toonverdelingen zijn in de loop der eeuwen telkenmale voorgesteld om imperfecties in de meest voorkomende intervallen tot een vanuit de muziekstijl gewenst minimum te beperken.